# Beaune-Maler
Der Beaune-Maler (englisch Beaune Painter) war ein attisch-schwarzfiguriger Vasenmaler, der im letzten Viertel des 6. Jahrhunderts v. Chr. in Athen wirkte.
Benannt wurde er von dem britischen Archäologen John D. Beazley nach einem Stamnos in Beaune. Der zur Perizoma-Gruppe gehörende Maler bemalte vor allem Stamnoi, den Amphoren ähnliche Vorratsgefäße im antiken Griechenland.